# Merrick Garland
Merrick B. Garland (ur. 13 listopada 1952 w Chicago) – amerykański prawnik, prokurator generalny Stanów Zjednoczonych w latach 2021–2025, nominat Baracka Obamy na stanowisko sędziego Sądu Najwyższego Stanów Zjednoczonych.

## Życiorys

### Młodość i edukacja
Garland urodził się w Chicago w stanie Illinois. Jego matka, Shirley (z domu Horwitz), była wolontariuszką, a ojciec, Cyril Garland, kierował rodzinną firmą Garland Advertising. Dorastał w Lincolnwood. Ukończył Niles West High School w Skokie. Uzyskał stypendia: Presidential Scholars Program i National Merit Scholarship Program. Ukończył Harvard Law School.

### Kariera prawnicza
W latach 1977–1978 był asystentem sędziego Sądu Apelacyjnego Stanów Zjednoczonych dla Drugiego Okręgu Henry’ego Friendly’ego, a w latach 1978–1979 Williama J. Brennana Jr., sędziego Sądu Najwyższego Stanów Zjednoczonych. W latach 1979–1981 Garland był specjalnym asystentem prokuratora generalnego Stanów Zjednoczonych. W latach 1989–1992 był asystentem prokuratora federalnego Dystryktu Kolumbii. W latach 1993–1994 był zastępcą asystenta prokuratora generalnego Stanów Zjednoczonych w Wydziale Karnym Departamentu Sprawiedliwości. Od 1994 roku do nominacji na funkcję sędziego Sądu Apelacyjnego dla Dystryktu Kolumbii we wrześniu 1995 roku pełnił funkcję najważniejszego współpracownika zastępcy prokuratora generalnego Stanów Zjednoczonych. Nadzorował oskarżenie Theodore’a Kaczynskiego i sprawców zamachu w Oklahoma City.
6 września 1995 został nominowany przez Billa Clintona na funkcję sędziego Sądu Apelacyjnego dla Dystryktu Kolumbii. Ostatecznie objął to stanowisko 20 marca 1997. 12 lutego 2013 został prezesem Sądu Apelacyjnego dla Dystryktu Kolumbii.

#### Nominacja na sędziego Sądu Najwyższego
16 marca 2016 prezydent Barack Obama nominował go na sędziego Sądu Najwyższego USA w miejsce zmarłego w lutym sędziego Antonina Scalii. Senat (w którym większość mieli republikanie) odmówił przesłuchania i zatwierdzenia nominata, uznając że nominacja w ostatnim roku prezydentury byłaby niewłaściwa i powinien jej dokonać nowy prezydent. Na miejsce po Scalii w styczniu 2017 prezydent Donald Trump mianował Neila Gorsucha.

#### Prokurator Generalny
7 stycznia 2021 Joe Biden nominował Garlanda na prokuratora generalnego Stanów Zjednoczonych. 10 marca 2021 Senat Stanów Zjednoczonych stosunkiem głosów 70–30 zatwierdził nominację Garlanda na to stanowisko. Następnego dnia został zaprzysiężony na to stanowisko. Zakończył urzędowanie 20 stycznia 2025.

## Życie prywatne
Jego matka była Żydówką, a ojciec protestantem. Jest wyznawcą judaizmu.
Od 1987 roku jest żonaty z Lynn (z domu Rosenman) Garland, mają dwie córki – Jessicę i Rebeccę. Jest drugim kuzynem sześciokadencyjnego gubernatora Iowy, Terry’ego Branstada.

## Odznaczenia
- Order Księcia Jarosława Mądrego II klasy (Ukraina, 2023)[24]